# Marcos GT
La Marcos GT è un'autovettura prodotta dalla Marcos tra il 1964 ed il 1972.

## Contesto
L'abbandono di Frank Costin, esperto nelle strutture in legno e vetroresina, le sempre più esigenti norme di sicurezza automobilistica (specie negli Stati Uniti, mercato a cui la Marcos guardava con interesse) e la necessità di facilitare le riparazioni in caso d'incidente (eventualità ricorrente nell'impiego agonistico), indussero la casa ad utilizzare l'acciaio per la struttura dei telaio anziché il legno.
Fu proprio la GT, lanciata nel 1964, a portare all'esordio il nuovo telaio a tubi d'acciaio di sezione quadrata progettato dai fratelli Admas (che avevano rimpiazzato Costin alla guida tecnica della Casa. La carrozzeria, invece, rimaneva in vetroresina.
Muscolosa, acquattata sulle ruote, la nuova coupé 2 posti Marcos, incontrò finalmente i gusti estetici del pubblico che rimase affascinata dall'originale coda "a papera".
Oltre al moderno e robusto telaio in acciaio, la GT portava all'esordio un nuovo e raffinato retrotreno De Dion progettato dalla Casa (davanti, invece, c'era un classico schema a quadrilateri deformabili).
Per spingere la nuova sportiva venne invece scelto il 4 cilindri in linea Volvo di 1778cm³ da 116 CV che trasmetteva il moto alle ruote posteriori attraverso un cambio a 4 rapporti con overdrive.
La scelta del gruppo motore-cambio, apparentemente strana, era dovuta al fatto che la Volvo P1800, che impiegava questi organi meccanici, veniva, in quel periodo, assemblata dalla Jensen Motors Ltd in Inghilterra.
Le difficoltà finanziarie della casa imposero di ridurre i costi e di ampliare la produzione. Nel 1965 venne lanciata la più economica GT 1600, con motore 1600 da 86 CV della Ford Cortina, mentre nel 1967 il raffinato De Dion venne rimpiazzato da un più semplice assale rigido.
Nel 1969 la gamma venne rivoluzionata. Abbandonato il motore Volvo, vennero adottate due nuove unità Ford Essex: un 4 cilindri 2 litri da 104 CV ed il noto V6 3 litri da 140 CV. Sul mercato USA, invece, veniva offerto esclusivamente il 6 cilindri in linea di 3 litri della Volvo 164. Questo motore, più facilmente equipaggiabile con dispositivi antinquinamento, era più pesante ed ingombrante (per mantenere "a norma" l'altezza da terra del propulsore la Casa dovette adottare opportuni distanziali sull'avantreno) del V6 Ford Essex di pari cilindrata. Il maggior peso sull'avantreno peggiorava il comportamento stradale della GT 3000 versione USA.
La produzione cessò nel 1972, quando la Casa chiuse i battenti.